# Fausses pierres de Wurtzbourg

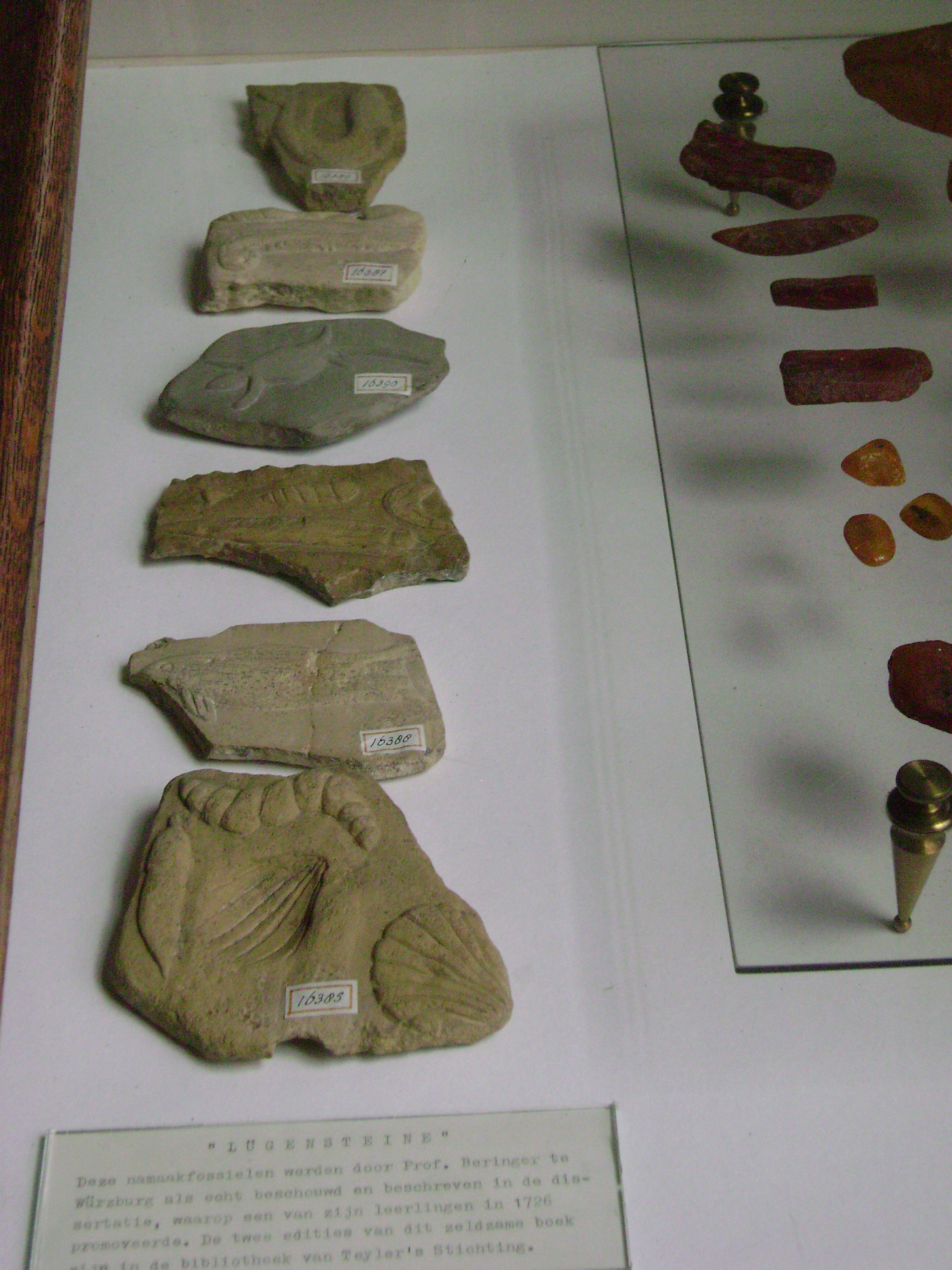
Quelques-unes des Würzburger Lügensteine montrées au musée Teyler, à Haarlem

Les fausses pierres de Wurtzbourg (en allemand, Würzburger Lügensteine, pierres menteuses de Wurtzbourg) sont des morceaux de calcaire gravés représentant divers animaux, découverts en 1725 par Johann Bartholomeus Adam Beringer, alors doyen de la faculté de médecine de l'université de Wurtzbourg. Beringer les prit pour des fossiles, et suggéra qu'ils étaient d'origine divine. Il s'agissait en fait d'une mystification organisée par deux de ses collègues, que Beringer traîna en justice en découvrant la fraude ; le scandale qui s'ensuivit ruina la réputation des trois hommes. Stephen Jay Gould considère qu'il s'agit de « la plus célèbre histoire de fraude dans la paléontologie ».

## Historique
En 1725, deux collègues de Beringer, J. Ignatz Roderick, enseignant les mathématiques et la géographie, et Johann Georg von Eckhart, conseiller privé et bibliothécaire de l'université, sculptèrent des fragments de calcaire en forme d'animaux tels que des lézards, des grenouilles et des araignées, mais aussi des représentations de la lune et du soleil, auxquels ils ajoutèrent parfois des tétragrammes en caractères latins et hébreux. Ils enfouirent les pierres sur le mont Eibelstadt, où Beringer allait souvent chercher des fossiles.
Le mécanisme de la formation des fossiles n'était pas connu à l'époque, aussi Beringer prit ces faux au sérieux en dépit de leur caractère fantastique, et publia un livre les décrivant (Lithographiæ Wirceburgensis, 1726). L'approche de Beringer manquait d'esprit critique, car, bien que mentionnant d'autres explications possibles, il tenait à son interprétation préférée selon laquelle la plupart de ces pierres ne pouvaient qu'être attribuées aux « fabrications capricieuses de Dieu ». Ayant par exemple envisagé qu'il puisse s'agir de sculptures païennes, il rejeta cette explication car « des païens n'auraient pu connaître le nom de Dieu ».
Même avant la publication du livre de Beringer, des critiques avaient fait remarquer que certaines de ces pierres montraient des marques de ciseau. Beringer s'en était également rendu compte, et écrivait :

« ...les figures…sont si exactement adaptées aux dimensions des pierres, qu'on jurerait qu'elles sont l'œuvre d'un sculpteur très méticuleux…[et elles] semblent porter des indications indiscutables du ciseau de ce sculpteur… »

Cependant, cela ne fit que le convaincre davantage encore que ce ciseau avait été manié par la main de Dieu.
Roderick et Eckart continuèrent de fabriquer des faux de plus en plus grossiers, mais décidèrent finalement que les choses leur échappaient, et tentèrent de convaincre Beringer que les pierres étaient fabriquées, sans toutefois avouer qu'ils étaient les faussaires. Beringer refusa de les écouter, écrivant que « ces deux hommes…tentaient de jeter le discrédit sur les pierres ». Beringer traîna Eckert et Roderick en justice, pour « défendre son honneur ». Certaines des minutes du procès ont été conservées, et le témoignage des deux faussaires montre clairement que leur intention était de discréditer Beringer, parce qu'« il était si arrogant et nous méprisait tous tant ».
Le scandale ne fit pas que discréditer Beringer, mais ruina également les réputations d'Eckart et de Roderick. Roderick dut quitter Wurtzbourg ; Eckart perdit son poste et son accès privilégié à la bibliothèque et aux archives, ce qui ralentit ses propres recherches historiques, lesquelles étaient inachevées à sa mort.

## Après le procès
Après la mort de Beringer en 1740, une réimpression de son livre eut lieu en 1767. Les pierres furent rebaptisées Lügensteine (pierres menteuses) ; certaines ont survécu au temps et se trouvent au musée de l'Université d'Oxford, ainsi qu'au musée Teyler, à Haarlem. L'histoire, que Stephen Jay Gould décrit comme « la plus célèbre histoire de fraude dans le domaine qui est le mien » circula pendant deux siècles et demi, souvent déformée : la fraude est parfois attribuée à des étudiants recalés par Beringer et cherchant à se venger ; Beringer aurait réalisé l'étendue de la tromperie en découvrant son propre nom sur une des pierres ; il est dit qu'après cette désillusion, Beringer tenta de racheter tous les exemplaires de son livre et se ruina dans l'opération, etc.